# 길버트 (단위)
길버트 (기호: Gb)는 실제 cgs 및 CGS-EMU 시스템에서 기자력를 측정하는 데 사용되었던 지금은 사용하지 않는 단위이다. 이 단위는 영국의 물리학자인  윌리엄 길버트의 이름을 따서 명명되었다.
정의:
- 1 Gb = (1/4π) 바이-턴

이 단위를 앙페어-턴 단위를 사용하여 SI의 해당 양으로  변환하면 다음과 같다.
- 1 Gb≘(10/4π) A-턴 ≈ 0.7957747 A-턴[1]
- 1 A-턴 ≘ 4π × 10 −1 GB[1]